# أسل شبه أغبر
أسل شبه أغبر (الاسم العلمي: Juncus subglaucus) نوع نباتي يتبع جنس الأسل وينتمي إلى الفصيلة الأسلية.